# Конаржевский, Даниил Даниилович
Даниил Даниилович Конаржевский (пол. Daniel Konarzewski; 21 августа 1871, Санкт-Петербург — 3 апреля 1935, Варшава) — российский и польский военачальник. Дивизионный генерал Войска Польского. Участник русско-японской, Первая мировой, польско-украинской, советско-польской войн и Великопольского восстания.

## Биография
Происходил из польского дворянского рода герба Побог. Сын генерала от инфантерии в отставке Даниила Альбертовича Конаржевского (1831—1912).
Окончил Московский 2-й кадетский корпус (1888) и Павловское военное училище (1890), откуда выпущен был подпоручиком в лейб-гвардии Измайловский полк. Произведен в поручики 30 августа 1894 года, в штабс-капитаны — 22 июля 1900 года, в капитаны — 28 марта 1904 года. Участвовал в русско-японской войне, за боевые отличия награждён орденом Св. Станислава 3-й степени с мечами и бантом. 5 июля 1907 года уволен от службы, за болезнью, полковником с мундиром и с пенсией. Во время военной службы в течение 5 семестров изучал право в Санкт-Петербургском университете, позже слушал лекции в столичном археологическом институте.
С началом Первой мировой войны был призван в Государственное ополчение зауряд-полковником и назначен командиром 363-й пешей Виленской дружины (утвержден Высочайшим приказом от 12 января 1915).
После Октябрьской революции — один из организаторов польских частей в России. Полковник, командир бригады 1-й польской стрелковой дивизии 1-го Польского корпуса в России. В 1918 в бою получил ранение и контузию. После роспуска 1-го Польского корпуса поселился в своём имении Пунжанки в районе Пабраде в Литве.
19 января 1919 стал первым командиром 1-го Великопольского стрелкового полка, позже командовал 55-м пехотным Познанским полком, Великопольской восковой группой, 1-й бригадой 1-й Великопольской стрелковой дивизии, 1-й Великопольской стрелковой дивизией (сентябрь 1919 — 20 апреля 1921), Генеральным военным округом «Белосток». В составе указанных подразделений участвовал в боях в ходе польско-украинской и советско-польской войн.
Участник событий, связанных с провозглашением независимости Срединной Литвы. В апреле 1921 года генерал-подпоручик Д. Конаржевский был назначен заместителем генерала Желиговского и 1 декабря 1921 года стал Главнокомандующим Армии Срединной Литвы и оставался им до объединения государства с Польской Республикой в 1922, после чего был назначен командующим военным округом в Гродно. 22 ноября 1922 года по состоянию здоровья ушёл в отставку.
С 19 августа 1923 — вновь в рядах Войска Польского, назначен командующим военным округом № 1 в Варшаве. 31 марта 1924 ему было присвоено звание дивизионного генерала со старшинством с 1.07.1923.
14 декабря 1926 — начальник Главного управления польской армии, в июле 1926 стал первым заместителем министра обороны.
Инспектор Войска Польского в Варшаве (2 июня 1931 — 3 апреля 1935).
Умер от сердечного приступа в 1935 году. Был похоронен на приходском кладбище в Балингрудке (ныне Балинградас в Швенчёнском районе) неподалёку от своего имения в Пунжанках. В том же 1935 году был перезахоронен в семейной часовне-мавзолее в Пунжанках (ныне Пунжёнис). Был женат, имел сына и двух дочерей.

## Примечание
Генерал Конаржевский был интересным человеком, будучи начальником Главного управления польской армии, принял решение о строительстве в Варшаве стадиона «Легия». По свидетельству историков, петербуржец по рождению, всегда говорил на удивительном польско-русском суржике, что было причиной многих ошибок и нелепостей. Одна из них имела место в 1919 году, во время парада в Варшаве. Генерал Конаржевский выступил на нём с патетической речью о прошлом Польши, в которой, в частности, сказал:

… государства-соседи четвертовали нашу айчиузну на три неравные части: одну взяли Германцы, другую — Австрияки, а третью мы…, ну то есть Русские…
Речью так возбудила генерала, что он с запалом бил «своих», то есть русских во время Варшавской битвы, руководя оперативной группой.
— 

## Награды
- Орден Святого Станислава 3-й ст. с мечами и бантом (ВП 29.01.1906)
- Высочайшее благоволение «за отлично-усердную службу и труды, понесенные во время военных действий» (ВП 30.06.1916)
- Орден Святого Станислава 2-й ст. с мечами (ВП 20.10.1916)
- Орден Святой Анны 2-й ст. с мечами (ВП 16.11.1916)